# رانیسانکل
رانیشنکیل (به لاتین: Ranisankail) یک منطقهٔ مسکونی در بنگلادش است که در ناحیه تاکورگان واقع شده‌است. رانیشنکیل ۱۵۶٬۱۰۷ نفر جمعیت دارد.